# النقاش (المتن)
محلة النقّاش  (بتشديد القاف) إحدى بلدات قضاء المتن بمحافظة جبل لبنان، وتُعتبر امتدادا لمدينة بيروت.